# William Henry Flower

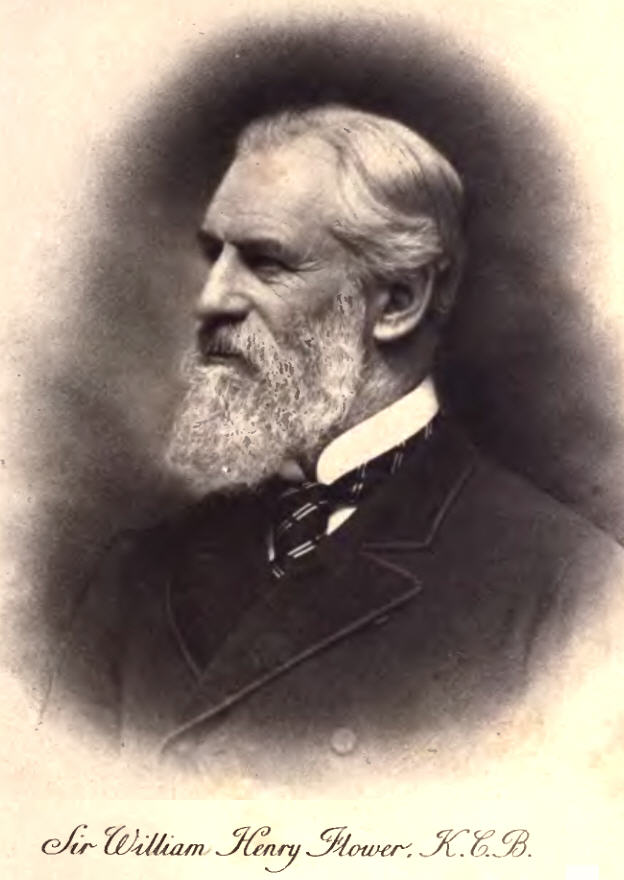

Sir William Henry Flower, född 30 november 1831 död 1 juli 1899, var en engelsk zoolog och läkare. Han blev en ledande auktoritet på däggdjur, särskilt på primaters hjärnor. Han stödde Thomas Henry Huxley i en viktig kontrovers med Richard Owen om den mänskliga hjärnan och kom att efterträda Owen som chef för Natural History Museum.
Han deltog som läkare under Krimkriget.

## Utbildning och tidig karriär
Flower föddes i Stratford-upon-Avon. Hans far, Edward Fordham Flower, hade bott i Amerika och var motståndare till slavhandeln. Familjen hade puritanska anor. När Edward Flower återvände till England grundade han ett bryggeri i Stratford-on-Avon och gifte sig med Celina Greaves. William Henry Flower fick sin första skolutbildning av sin mor och började på internatskola vid elva års ålder.
Vid tretton års ålder började han på en skola i Worksop med tio timmars lektioner om dagen. Detta inkluderade naturvetenskap, något som var ovanligt på den tiden. Flower blev kurator på skolans museum, nästan hela sitt resterande liv var han museikurator på det ena eller andra sättet.
Enligt vissa uppgifter började han vid University College London år 1847 vid sexton års ålder. Detta kan vara en sammanblandning med UC School, som fanns till för att förbereda dem som skulle gå vid which University College London. Flower tog examen, Master of Arts, 1849, och började sedan vid Medical School vid University College London och studerade även vid Middlesex Hospital.
I mars 1852 föreläste Flower första gången för Zoological Society, där han var ledamot. I mars 1854 klarade han Royal College of Surgeons examen för att bli medlem (MRCS). Detta var grundkvalifikationen för att praktisera medicin i England. Han blev också kurator vid Middlesex Hospital Museum 1854.

## Krimkriget

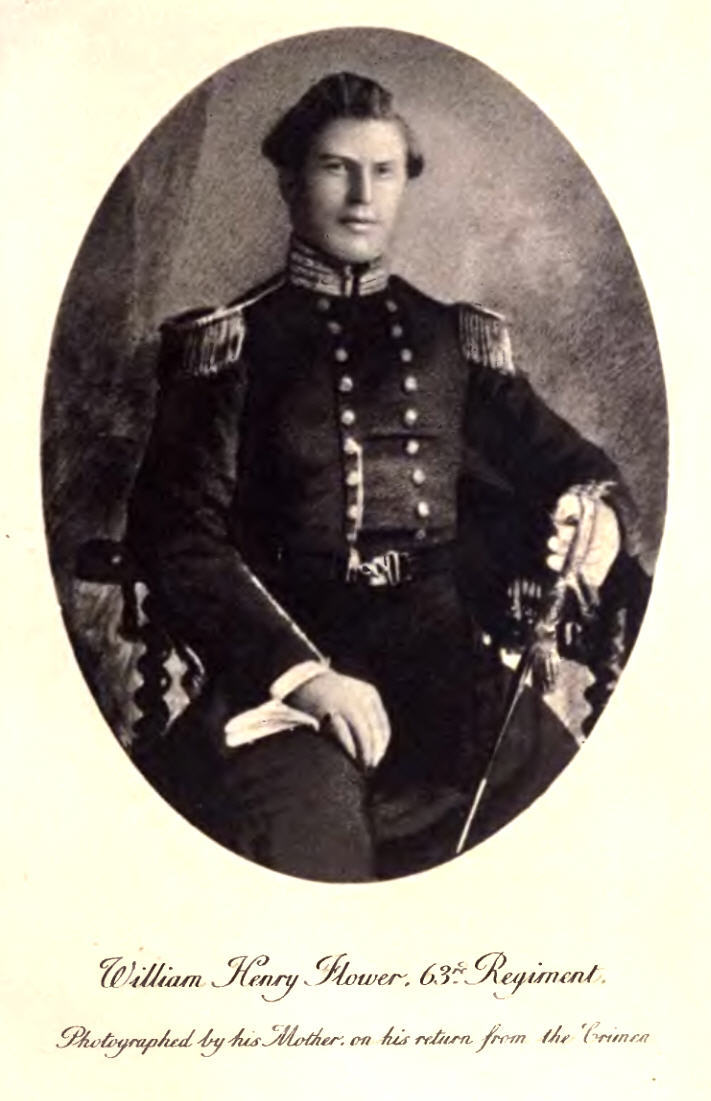
Fotograferad av sin mor
efter hemkomsten från Krim

Flower gick med i Army Medical Service 1854 och reste till Krim för tjänstgöring i Krimkriget. Han avreste från Cork till Konstantinopel i juli 1854. På fyra månader hade hans regemente nästan halverats på grund av köld, infektioner och fiendens krigföring. Han avslutade själv sin tjänstgöring 1855 på grund av dålig hälsa och fick militära utmärkelser för sina insatser i fält, brittiska och senare även en turkisk.

## Läkare
På vären 1857 tog Flower diplom för Fellowship of the Royal College of Surgeons (FRCS). Han fick jobb på Middlesex Hospital. Från 1859 var han bland annat kurator på det anatomiska museet där.
Han gifte sig med Georgina Rosetta, yngsta dotter till amiralen och astronomen William Henry Smyth, 1858 i Buckinghamshire.

## Zoologi
Londons intellektuella liv var fyllt av diskussioner om evolutionen 1860. Flower hade länge varit intresserad av naturhistoria och bestämde sig för att söka sig åt det ämnet i sin karriär. Han var troligen påverkad av Thomas Henry Huxley, som också var komparativ anatomist och professor vid Royal Institution vid den tiden. Flower efterträdde John Thomas Quekett som konservator vid Hunterian Museum vid Royal College of Surgeons of England, efter rekommendationer av Huxley och andra. Han började där i januari 1862 och fortsatte i 22 år.
Flower kom att delta i Huxleys debatt med Richard Owen om den mänskliga hjärnan. Owen hade felaktigt hävdat att den mänskliga hjärnan hade strukturer som inte fanns hos övriga däggdjur, och delade därför in människan i en egen klass i stället för att vara en art bland flera bland primaterna. Huxley motsatte sig detta vid en debatt på ett möte vid British Association for the Advancement of Science 1860 och lovade bevis i sinom tid. Huxley konsulterade därefter med varje expert på hjärnan han kände, en av dem var Flower. Flower publicerade arbeten om hjärnorna på fyra arter av apor under ett par år och stödde Huxley i debatten.

## The Natural History Museum
År 1884, när Sir Richard Owen gick i pension, utsågs Flower till chef vid naturhistoriska avdelningarna vid British Museum i South Kensington. De fyra avdelningarna var Zoologi, Botanik, Mineralog och Geologi. 
Nästan alla hans publicerade verk handlade om däggdjur. Han skrev fyrtio artiklar för den nionde utgåvan av Encyclopaedia Britannica, samtliga avseende en grupp däggdjur.
Flower invaldes 1895 som utländsk ledamot av Kungliga Vetenskapsakademien.
Han avled i London i sitt hem på 26 Stanhope Gardens.